# Cleptes flavolineatus
Cleptes flavolineatus  (лат.) — вид ос-блестянок рода Cleptes из подсемейства Cleptinae.

## Распространение
Восточная Азия: Китай (Zhejiang). Встречены в июне.

## Описание
Мелкие осы-блестянки, длина около 6 мм; длина переднего крыла около 4 мм.
Тело буровато-чёрного цвета с жёлтыми отметинами. Голова чёрная с жёлтыми полосками на боковой части. Мандибулы коричневые. Усики черновато-коричневые. Мезосома почти полностью чёрная с жёлтыми полосами у заднего края пронотума. Мезоплеврон и метаплеврон чёрные, с жёлтыми полосами у переднего края мезоплеврона. Тегулы и ноги коричневые. Метасома буровато-чёрная. Голова покрыта крупными пунктурами и длинными коричневыми волосками. Мандибулы с 2 зубцами.
У самок 4 видимых тергита (у самцов пять).
Таксон Cleptes flavolineatus близок к видам Cleptes satoi Tosawa, Cleptes albonotatus и Cleptes niger и принадлежит к видовой группе satoi species-group. Вид был впервые описан в 2013 году в ходе ревизии местной фауны китайскими энтомологами Н.Вейем и З.Ксю (Na-sen Wei, Zai-fu Xu; Department of Entomology, College of Natural Resources and Environment, South China Agricultural University, Гуанчжоу, Китай) и итальянским гименоптерологом Паоло Роза (Paolo Rosa; Бернареджо, провинция Монца-э-Брианца, Италия).